# Ubuntu (filosofie)
Ubuntu, uitgesproken als oe-BOEN-toe, is een ethische of humanistische filosofie uit het zuidelijke deel van Afrika die draait om toewijding in het geven en nemen, delen in groepen, stamleden en als meer vrede tussen stammen onderling. Het woord komt voor in de Bantoetalen van Zuidelijk Afrika en wordt gezien als een traditioneel Afrikaans concept. Vrij vertaald betekent het Ik ben omdat wij zijn of Menselijkheid tegenover anderen. Een veel gebruikte definitie van Ubuntu is Het geloof in een universeel gedeeld verbond dat de gehele mensheid verbindt.
De term Ubuntu bestond reeds in de 19e eeuw en mogelijk al veel eerder. In de tweede helft van de 20e eeuw kreeg het grote bekendheid en werd het gezien als idealistisch wereldbeeld verbonden met het idee van een Afrikaanse Renaissance. Ubuntu wordt gezien als een idee dat ten grondslag ligt aan het ontstaan van de Republiek van Zuid-Afrika na de afschaffing van de apartheid. In de politiek wordt het concept gebruikt om te benadrukken dat er consensus moet zijn bij besluiten en een menselijke ethiek nodig is op basis waarvan besloten wordt.

## Betekenis
Er is geen eenduidige definitie van het concept Ubuntu maar de kern draait wel om menselijkheid. Het idee is dat een mens alleen gelukkig kan zijn als anderen dat ook zijn en dat een mens zelf lijdt op het moment dat deze een ander ziet lijden. Op die manier zijn we allemaal met elkaar verbonden en hoeft niemand jaloers of wraakzuchtig te zijn. Met Ubuntu is het daarom makkelijker om te delen, in materiële en immateriële zaken, te vergeven en in te grijpen bij onrecht dat een ander aangedaan wordt. Om zelf tot ontplooiing te komen zal je eerst anderen moeten helpen zich te ontplooien.
Een langere definitie, zoals gebruikt door Aartsbisschop Desmond Tutu (1999): Iemand met ubuntu staat open voor en is toegankelijk voor anderen, wijdt zich aan anderen, voelt zich niet bedreigd door het kunnen van anderen omdat hij of zij genoeg zelfvertrouwen put uit de wetenschap dat hij of zij onderdeel is van een groter geheel en krimpt ineen wanneer anderen worden vernederd of wanneer anderen worden gemarteld of onderdrukt.
Nelson Mandela verklaarde Ubuntu met een metafoor: Als een reiziger door een land trekt en bij een dorp stopt dan hoeft deze niet om voedsel of water te vragen. Zodra hij stopt, geven de mensen hem eten en nodigen hem uit. Dit is slechts één aspect van Ubuntu, want er zijn verschillende aspecten. Ubuntu betekent niet dat mensen niet rijk mogen worden. De vraag is, Verrijk je jezelf om de gemeenschap om je heen in staat te stellen zich te verbeteren?
Volgens Louw (1998) is Ubuntu een religieus concept dat het individu naar zijn goede relaties met anderen beoordeelt. Ubuntu betekent respect voor en compassie met anderen, maar ook respect voor andermans geloof. Louw haalt een Zoeloe-stelregel aan, Umuntu ngumuntu ngabantu, ofwel 'De mens is een mens door andere mensen'. In de Afrikaanse traditie heeft deze uitspraak een belangrijke religieuze lading: de mens die door andere mensen is, wordt een voorouder die het waard is geëerd of gerespecteerd te worden. Voorouders maken deel uit van de 'extended family'. Je moet niet alleen voor de levenden zorgen - levenden en doden hebben elkaar nodig. De levenden, de doden en het opperwezen vormen een geheel. Ubuntu betekent dan ook een diep respect voor andermans geloof en geloofspraktijk. Wie op die manier het principe van Ubuntu volgt, zal na zijn dood als een goed mens herinnerd en geëerd worden.
Desmond Tutu heeft uit de Ubuntu-filosofie een Ubuntu-theologie ontwikkeld. Omdat een mens alleen waarlijk mens kan zijn in gemeenschap met anderen ("Ik ben omdat wij zijn") weerspiegelt de kerkgemeenschap het Ubuntu-ideaal: in de kerkelijke gemeenschap worden zowel spirituele als aardse goederen gedeeld (Vgl. Hand. 4,32-35) en vindt de ontmoeting plaats tussen mensen onderling die geschapen zijn naar het beeld van de Drie-ene God.

## Vertaling van het concept
Er zijn vele vertalingen van Ubuntu mogelijk, waaronder:
- "Eén-zijn"
- "Menselijkheid tegenover anderen"
- "Ik ben omdat wij zijn"
- Menselijk worden door anderen
- Ubu is abstract zijn, Ntu is de levenskracht; samen brengen zij het leven voort.